# RPG-7

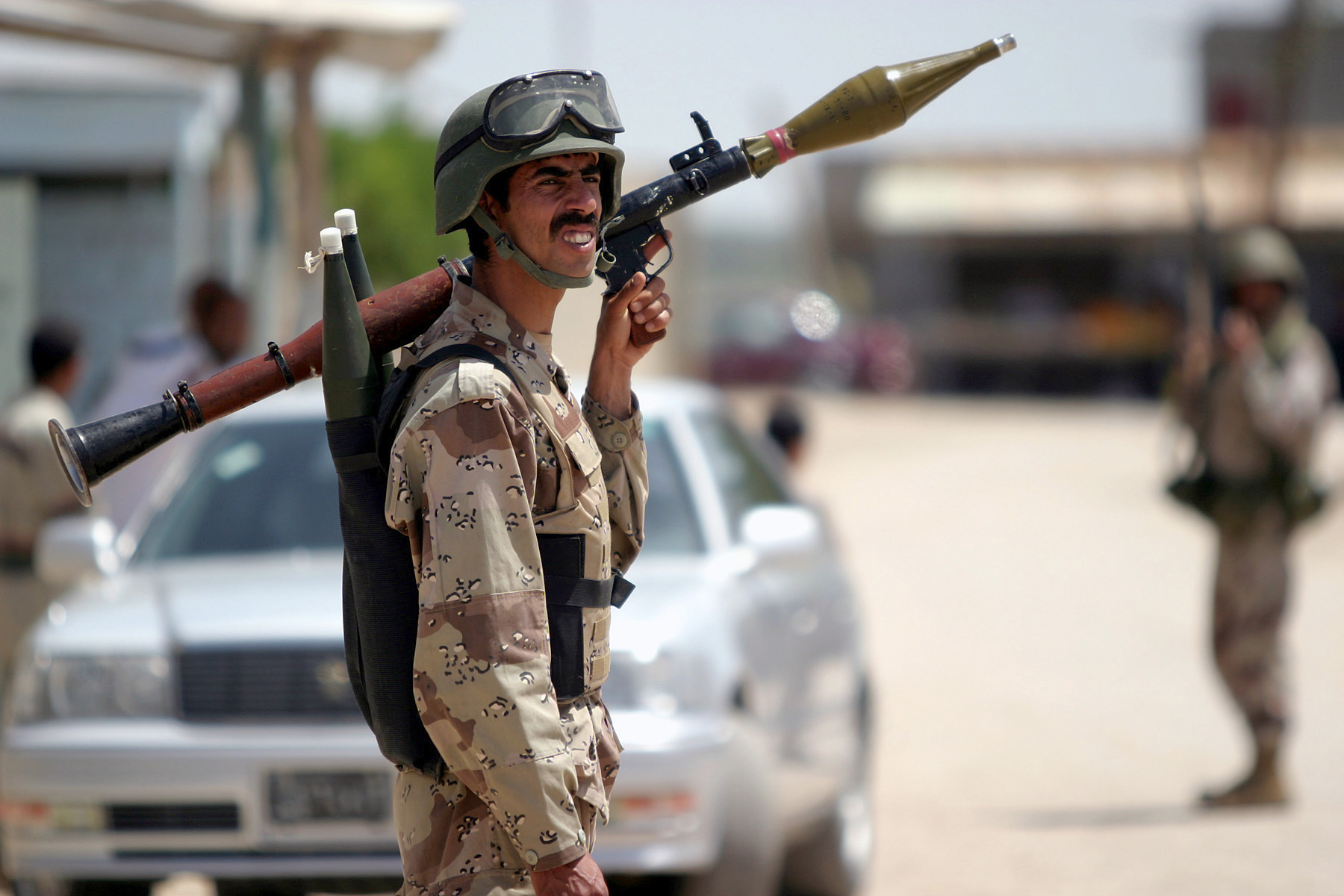
Soldat des Forces de sécurité irakiennes avec un RPG 7.

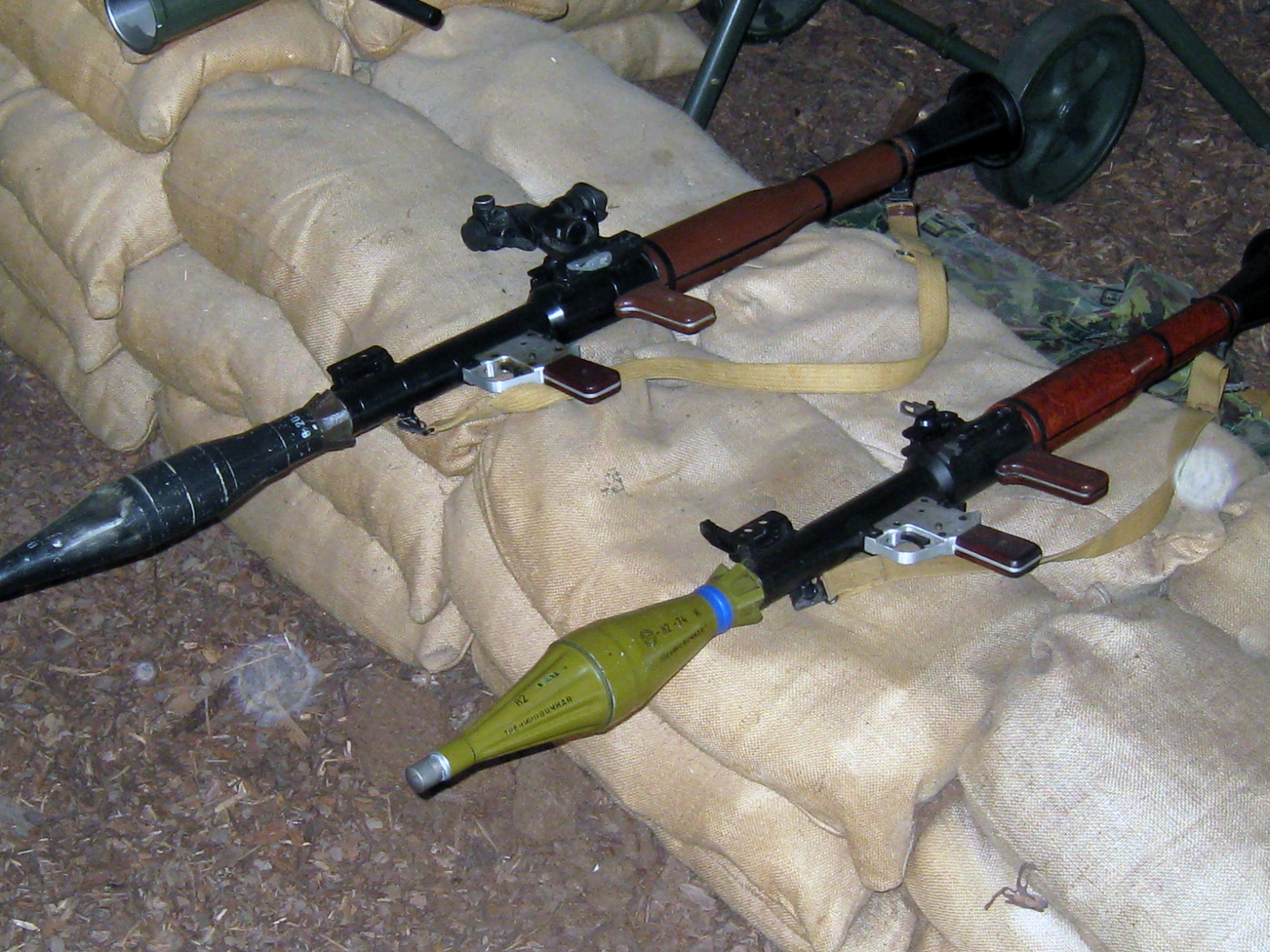
Deux RPG 7.

Le RPG-7 (en russe : ручной противотанковый гранатомёт, routchnoy protivotankovy granatamiot, « lance-grenades antichar manuel ») est un lance-grenades propulsée par roquette non guidée, antichar, portatif et réutilisable. Créé par les Soviétiques en 1961, il est directement utilisé par le Việt Cong durant la guerre du Viêt Nam. Son mécanisme est inspiré de celui du Panzerfaust de la Seconde Guerre mondiale, et directement issu du RPG-2.

## Développement et production
À partir de mai 1958, l’Union soviétique commença à chercher un remplaçant à son lance-grenades antichar RPG-2. À cette fin, le bureau de développement GSKB-47 fut créé à partir de différentes institutions faisant des recherches sur les lance-roquettes et s’installa à Krasnoarmeysk, dans la banlieue de Moscou.
Deux projets concurrents furent lancés : le RPG-150, qui prit plus tard le nom de RPG-4, avec son projectile PG-150 et le RPS-250, accompagné de son projectile PG-7. Les deux systèmes étaient similaires sur un certain nombre de points : tous deux introduisaient par exemple un déflecteur de souffle en forme de cône à l’arrière du tube, afin de dévier l’effet de celui-ci, et des améliorations au niveau de la chambre d’expansion afin d’augmenter la vélocité du projectile. Le RPG-4 était toutefois plus court, plus léger et plus simple que le RPG-7, qui de son côté se démarquait par ses optiques et surtout par les performances de son projectile. Le RPG-4 fut finalement abandonné en 1960 et le RPG-7 adopté l’année suivante. Le sous-bureau chargé du développement du RPG-7, dirigé par V.K. Firulin, reçut en 1962 le prix Lénine de technologie pour son travail.
Plusieurs variantes furent introduites dans les décennies qui suivirent, mais les changements qu’elles ont introduits sont mineurs et n’ont pas modifié les performances de base de l’arme. Le RPG-7V adopté en 1970 ne se distingue par exemple que par la capacité d’adapter des systèmes de vision nocturne. Par ailleurs, la plupart des pièces sont interchangeables entre les différents modèles.
Le RPG-7V original est actuellement produit en Russie par l’Usine de construction mécanique de Kovrov et est distribué par l’entreprise NPO Bazalt. À l’époque du Pacte de Varsovie, les RPG-7 étaient également produits en Tchécoslovaquie, en Allemagne de l’Est, en Pologne et en Roumanie. L’Égypte produit depuis les années 1970 une copie illégale du RPG-7 sous le nom de PG-7, tandis que le Pakistan et la Bulgarie produisent le RPG-7 sous licence. Des copies et des variantes ont été et sont produites.

## Caractéristiques

### Variantes

#### Variantes principales
- RPG-7V, aussi appelé RPG-7W en Pologne et Allemagne de l’Est : modèle introduit en 1970 avec des optiques modifiées afin de permettre l’adaptation de systèmes de vision nocturne[5].
- RPG-7V1 : RPG-7V équipé d’un bipied pliable et détachable à l’avant du tube et d’un viseur PGO-7V permettant une visée plus précise (remplacé à la fin des années 1980 par le PGO-7VZ, adapté à la portée supérieure des nouvelles munitions)[3].
- RPG-7V2 : RPG-7V équipé du système de visée supplémentaire UP-7V permettant de tirer efficacement les munitions thermobariques TBG-7 et explosives OG-7[3].

#### Variantes spéciales
- RPG-7D : le RPG-7D, pour Desantnii (« parachutiste ») est une version pliable du RPG-7, destinée à équiper les troupes aéroportées et introduite en 1968. Le tube peut être séparé en deux éléments transportables séparément. Un dispositif de sécurité est prévu pour empêcher que l’arme puisse faire feu lorsqu’elle n’est pas assemblée[6]. Remplacée à la fin des années 1970 par le RPG-16[7].
- RPG-7D1 : RPG-7D pouvant accepter les systèmes de vision nocturne.
- RPG-7D2 : RPG-7D équipée du viseur PGO-7VZ.

#### Variantes non-russes
- AGI 3x40 Brandgranatenwerfer : variante produite en Allemagne de l’Est dans les années 1980, constituée de trois tubes assemblés en arc de cercle, ne pouvant tirer que des munitions incendiaires et conçue spécifiquement pour l’attaque de Berlin-Ouest[8].
- Al-Nassira : copie du RPG-7 produite sous licence en Irak depuis les années 1980, mais qui se distingue du modèle original par l’absence d’optique, remplacée par une simple mire métallique[4].
- PSRL-1 : la société Airtronic USA, basée dans l’Illinois a annoncé en janvier 2009 un modèle de RPG-7 complètement repensé, avec un mécanisme de détente emprunté au M16 et des rails Picatinny permettant de fixer toutes sortes d’accessoires[9].
- Sageg : copie du RPG-7 produite sous licence en Iran, mais dont l’optique est simplifiée par rapport à l’original. Il en existe une version raccourcie, dite « commando »[10].
- Type 69 : copie chinoise du RPG-7 développée dans les années 1960. Il ne s’agit pas d’une copie exacte, car le viseur est très différent de l’original[4].
- Type 69-I : amélioration du Type 69 développée dans les années 1980 par NORINCO. Les parties en bois laissent place à du composite, un bipied est installé et le tube est raccourci – bien que plus lourd. Les organes de visée sont améliorés et peuvent désormais recevoir des systèmes de vision nocturne[4].
- Yassine : copie palestinienne, inspiré du RPG-7 et du RPG-2, fabriquée en 2004 par le Hamas. La Yassine est une roquette à charge tandem et à une portée maximale de 300 mètres.

## Munitions
- PG-7V :
  - Charge : Charge creuse simple
  - Masse de la munition : 2,2 kg
  - Diamètre de la roquette : 85 mm
  - Pénétration : plus de 260 mm Rolled homogeneous armour - blindage homogène (RHA)
- PG-7VL :
  - Charge : Charge creuse simple
  - Masse de la munition : 2,6 kg
  - Diamètre de la roquette : 93 mm
  - Portée pratique : 300 m
  - Pénétration : plus de 500 mm RHA, béton armé 1 m, brique 1,50 m, terre 2,40 m
  - Munition d'exercice : PUI-7L
  - Fabricant : NPO Bazalt
- PG-7VR:
  - Charge : charge creuse en tandem
  - Masse de la munition : 4,5 kg
  - Diamètre de la roquette : 105 mm
  - Portée pratique : 200 m
  - Pénétration : plus de 600 mm RHA au-delà du blindage réactif, béton armé 1,5 m, brique 2 m, terre 3,7 m
  - Munition d'exercice : PUI-7R
  - Fabricant : NPO Bazalt
- TBG-7V :
  - Charge : thermobarique simple
  - Masse de la munition : 4,5 kg
  - Diamètre de la roquette : 105 mm
  - Portée pratique : 200 m
  - Zone mortelle : 10 m en espace ouvert
  - Munition d'exercice : PUI-7TBG
  - Fabricant : NPO Bazalt
- OG-7V:
  - Charge : fragmentation
  - Masse de la munition : 2 kg
  - Diamètre de la roquette : 40 mm
  - Portée pratique : 700 m
  - Zone d'effet maximale contre de l'infanterie équipée de veste pare-éclat : 150 m2
  - Munition d'exercice : PUI-7OG
  - Fabricant : NPO Bazalt

## Précision
Un RPG-7 classique a, selon les tests menés en 1976 par l'armée américaine, la précision suivante :
| Distance | Taux de réussite |
| -------- | ---------------- |
| 50 m     | 100 %            |
| 100 m    | 96 %             |
| 200 m    | 51 %             |
| 300 m    | 22 %             |
| 400 m    | 9 %              |
| 500 m    | 4 %              |

## Utilisateurs
Le RPG-7 et ses variantes ou copies sont en service dans les armées des pays suivants (liste non exhaustive) :
| - Afrique du Sud - Arménie - Afghanistan - Albanie - Algérie - Angola - Bangladesh - Birmanie - Bulgarie - Burkina Faso - Cambodge - Chine - Chypre - Côte d'Ivoire - Estonie - Égypte - Hongrie - Iran - Irak | - Israël - Laos - Lettonie - Liban - Libye - Lituanie - Madagascar - Malte - Malaisie - Mali - Maroc - Mauritanie - Mongolie | - Pakistan - Palestine - Philippines - Pologne - République arabe sahraouie démocratique - République tchèque - Roumanie - Russie - Sénégal - Slovaquie - Soudan - Sri Lanka - Syrie - Thaïlande - Turquie - Ukraine - Vietnam - Sri Lanka (Tigres de libération de l'Îlam tamoul) |

## Culture populaire
Le RPG-7 est présent dans de nombreux jeux vidéo : 
- Operation Flashpoint: Cold War Crisis
- Sniper 3D
- Operation Flashpoint: Resistance
- Operation Flashpoint: Red Hammer
- ArmA
- Combat Arms
- Far Cry 2
- Far Cry 3
- Far Cry 4
- Far Cry 5
- Grand Theft Auto: San Andreas
- Grand Theft Auto: Vice City
- Grand Theft Auto IV
- Grand Theft Auto V
- Insurgency: Modern Infantry Combat
- Marines: Modern Urban Combat
- Metal Gear Solid: Portable Ops
- Metal Gear Solid 3: Snake Eater
- Metal Gear Solid 4: Guns of the Patriots
- Payday 2
- Resident Evil 4
- Resident Evil 5
- STALKER: Call of Pripyat
- STALKER: Clear Sky
- STALKER: Shadow of Chernobyl
- Uncharted 2: Among Thieves
- Uncharted 3 : L'Illusion de Drake
- Saints Row 2 (Sous le nom de RPG launcher)

Le RPG-7 est également présent dans de nombreux films et séries :
- Les aventuriers de l'Arche perdue (1981)
- Rambo II (1985)
- La Bête de guerre (1988)
- En territoire ennemi (2001)
- Black Hawk Down (2001)
- Blood Diamond (2006)
- Transformers (2007)
- Lord of War (2007)
- Distric 9 (2009)
- Terminator Renaissance (2009)
- Green Zone (2010)
- Forces spéciales (2011)
- Jarhead 2 (2014)
- Chappie (2015)
- John Wick 2 (2017)
- Horse Soldiers (2018)
- Black Widow (2021)